# 玄武岩 (科罗拉多州)
玄武岩（英語：Basalt），是美国科罗拉多州伊格尔县下属的一座城市。建市于1901年8月26日，面积大约为1.99平方英里（5.153平方公里）。根据2010年美国人口普查，该市有人口3,857人。2011年估计该市有人口3,836人，相比2010年人口增长率为-0.54%。同时，论人口该市是科罗拉多州第87大城市。